# Une autre réalité
Une autre réalité est le 18e épisode de la saison 5 de la série télévisée Angel.

## Synopsis
Gunn, qui a pris la place de Lindsey McDonald, endure désormais les tortures qui lui étaient infligées et refuse l'offre de Marcus Hamilton d'y mettre fin en échange de son âme. Lawrence et Colleen Reilly, le couple à qui Angel a confié Connor, arrivent à Wolfram & Hart très inquiets car Connor a été renversé par une voiture, mais n'en a gardé aucune séquelle. Angel refuse tout d'abord de s'occuper du cas mais change d'avis quand Connor est attaqué par trois démons et son enquête le mène jusqu'à un puissant sorcier du nom de Cyvus Vail. Cyvus Vail, qui s'avère être celui qui a effacé les souvenirs antérieurs de Connor ainsi que de toute l'équipe d'Angel en ce qui concerne son existence, confie à Angel qu'il souhaite que Connor tue son vieil ennemi, Sahjhan, pour lui, en échange de quoi il le laissera tranquille.
Pendant ce temps, Wesley continue d'apprendre à Illyria à s'adapter au monde et à l'étudier avec l'aide de Spike qui lui sert de partenaire d'entraînement (ou plutôt de punching-ball). Wesley, méfiant au sujet du comportement d'Angel à propos de Connor, découvre que Cyvus Vail a jeté un sort important pour Wolfram & Hart le jour de la prise d'entrée en fonction de l'équipe d'Angel et pense que cela pourrait avoir un lien avec la mort de Fred. Tandis qu'Angel a emmené Connor chez Cyvus Vail et que le jeune homme a engagé son combat contre Sahjhan, Wesley, accompagné d'Illyria, vient confronter Angel et détruit la boîte qui contenait le sort de Cyvus Vail. Il retrouve ainsi la mémoire de tout ce qui concerne Connor, alors que ce dernier, qui était sur le point de se faire tuer, récupère ses capacités de combattant et tue Sahjhan. Connor retourne ensuite auprès de sa famille adoptive mais sait désormais qu'Angel est son père.   

## Statut particulier
Noel Murray, du site The A.V. Club, évoque un épisode à la fois « amusant, passionnant et poignant » qui offre aux téléspectateurs « une version de Connor très différente et moins agaçante » et qui est, comme le précédent, « plus poétique et abstrait » qu'un épisode standard de la série. La BBC estime que l'épisode « fonctionne magnifiquement » et met particulièrement en avant l'interprétation de Vincent Kartheiser, les scènes du duo Spike / Illyria et la « caractérisation complexe et nuancée de Wesley ». Pour Mikelangelo Marinaro, du site Critically Touched, qui lui donne la note de A-, l'épisode « clôt de façon homogène et divertissante les intrigues laissées en suspens des saisons précédentes » tout en délivrant « quelques intéressantes discussions sur la nature de la mémoire » et il lui manque seulement « le punch et la profondeur d'autres formidables épisodes ».

## Distribution

### Acteurs et actrices crédités au générique
- David Boreanaz : Angel
- James Marsters : Spike
- J. August Richards : Charles Gunn
- Amy Acker : Illyria
- Andy Hallett : Lorne
- Mercedes McNab : Harmony Kendall
- Alexis Denisof : Wesley Wyndam-Pryce

### Acteurs et actrices crédités en début d'épisode
- Vincent Kartheiser : Connor
- Dennis Christopher : Cyvus Vail
- Jack Conley : Sahjhan
- Jim Abele : Lawrence
- Adrienne Brett Evans : Colleen
- Adam Baldwin : Marcus Hamilton